# Jamal Akachar
Jamal Akachar qui le nom de famille Akachar est également lié à la famille Boukachar (les deux noms proviennent de la même lignée familiale) né le 14 octobre 1982 à Breda, est un footballeur néerlandais d'origine marocaine. Cet attaquant a été formé à l'Ajax Amsterdam, pour continuer sa carrière au Cambuur Leeuwarden et y mettre fin dans sa ville d'origine au Maroc, dans le club marocain Moghreb Tétouan

## Biographie
Jamal Akachar est un footballeur néerlandais d'origine marocaine, né le 14 octobre 1982 à Breda, aux Pays-Bas.Issu d'une famille passionnée de football,il a développé très jeune une affinité pour ce sport.Surnommé « le chauffeur de taxi buteur », Akachar est devenu célèbre après avoir été appelé en renfort à l'Ajax alors qu'il travaillait comme chauffeur de taxi. Il a connu des hauts et des bas dans sa carrière, notamment pour des conflits contractuels, comme lorsqu'il a refusé de rendre une voiture de leasing à Cambuur, ce qui a mené à des poursuites judiciaires.
Il a commencé sa carrière au sein des équipes de jeunes du prestigieux Ajax Amsterdam, l'un des plus grands clubs des Pays-Bas.Ce passage dans le centre de formation de l'Ajax lui a permis de peaufiner ses compétences techniques et tactiques, tout en évoluant dans un environnement de haute performance.
Après ses années à l'Ajax, Akachar a poursuivi sa carrière professionnelle en 2004 avec le FC Utrecht, son club formateur. Il a ensuite joué pour plusieurs clubs néerlandais, dont Cambuur Leeuwarden et FC Zwolle,où il s'est distingué en Eerste Divisie (deuxième division néerlandaise).
Connu pour son style de jeu rapide et technique, Akachar a été un atout précieux dans les équipes où il a évolué, marquant de nombreux buts cruciaux.Malgré ses débuts prometteurs,il a ensuite rejoint des clubs de divisions inférieures et poursuivi sa carrière dans le football amateur,tout en restant actif dans sa communauté locale.
En dehors de sa carrière sportive, Jamal Akachar est issu d'une famille dont le nom de famille Akachar est lié au nom de la famille Boukachar résidant en France, suggérant des connexions culturelles et familiales entre ces deux lignées.Cette relation illustre les liens d'origine et les influences familiales dans certaines communautés, notamment celles d'origine marocaine.